# Терновое (Краснодонский район)
Терновое (укр. Тернове) — село в Краснодонском районе Луганской области Украины. Под контролем самопровозглашённой Луганской Народной Республики.
Входит в Хрящеватенский сельский совет.

## География
Соседние населённые пункты: город Луганск, посёлок Фабричное, село Роскошное на северо-западе, посёлок Георгиевка на западе, сёла Переможное, Глафировка, аэропорт Луганска на юго-западе, сёла Красное, Новоанновка на юго-востоке, Видно-Софиевка, Комиссаровка, Катериновка на востоке, посёлок Новосветловка, сёла Валиевка, Вишнёвый Дол на северо-востоке, посёлок Хрящеватое на севере.

## Население
Население по переписи 2001 года составляло 69 человек.

## Общие сведения
Почтовый индекс — 94457. Телефонный код — 6435. Занимает площадь 1,012 км². Код КОАТУУ — 4421489309.

## Местный совет
94457, Луганская обл., Краснодонский р-н, пос. Хрящеватое, ул. Южная; тел. 99-5-21